# 伍斯特美術館
伍斯特美術館（英語：Worcester Art Museum）是一座位於美國麻薩諸塞州伍斯特的美術館，館藏超過38,000件藝術作品，年代橫跨古代至當代，涵蓋來自全球多元文化的創作。該館於1898年開館，收藏範圍包含古羅馬鑲嵌畫、歐洲與美國藝術作品，以及一批浮世繪版畫。此外自2013年併入約翰·伍德曼·希金斯兵器館（John Woodman Higgins Armory Collection）後，該美術館成為美洲地區第二大兵器與盔甲收藏機構。
館內展品涵蓋實體建築空間，如1932年遷入館內的中世紀修道院會議室，以及眾多經典畫作，包括1910年入藏、美國境內首件克勞德·莫內作品的畫作。此外，自1904年起，該館亦積極推動攝影作為藝術表現形式之一。
伍斯特美術館亦設有一座文物修復實驗室，並全年開設面向成人與青少年的藝術課程，致力於藝術教育的推廣。

## 歷史
1896年9月，史蒂芬·薩利斯柏里三世與一群友人創立「藝術博物館公司」（Art Museum Corporation），旨在建立一座「造福所有人」的藝術機構。薩利斯柏里隨後捐贈一塊土地（原屬薩利斯柏里農場，位於今日麻薩諸塞州伍斯特索爾茲伯里街前方），並提供10萬美元用以興建由伍斯特建築師史蒂芬·C·厄爾設計的博物館建築。博物館於1898年正式開幕，由牧師丹尼爾·梅里曼出任首任館長。
館藏初期主要包括「古典與文藝復興時期」的石膏複製品雕塑，以及由約翰·錢德勒·班克羅夫特之子捐贈的5,000件日本版畫、素描與書籍。
1905年，薩利斯柏里逝世，並將其高達500萬美元的大部分遺產留予博物館。在後續發展中，伍斯特美術館持續擴充館藏，許多早期重要藏品由藝術家與收藏家海倫·比格洛·梅里曼捐贈或出借。
1932年至1939年間，伍斯特美術館參與一項由多家博物館與學術機構組成的聯合考古計畫，資助對安条克遺址的發掘。此聯盟成員包括普林斯顿大学艺术博物馆、羅浮宮博物館、巴爾的摩藝術博物館與哈佛大學附屬研究機構唐伯頓橡樹園。發掘期間共出土數百幅精緻的地面鑲嵌畫，後分配予各參與機構。其中多幅作品由伍斯特美術館收藏，包括著名的《伍斯特狩獵圖》（Worcester Hunt），現展示於博物館文藝復興中庭地面。
1972年5月17日，博物館發生重大藝術品竊盜案。當日晚間閉館前，兩名戴面具男子闖入博物館，竊走保羅·高更《沉思的女人》（The Brooding Woman）與《女子頭像》（Head of a Woman）、巴勃羅·畢卡索《母與子》（Mother and Child），以及當時歸屬於林布蘭的《聖巴多羅買》（St. Bartholomew）等多件作品，總價值逾百萬美元。 共有四人因本案遭起訴，案件同時涉及自迪爾菲爾德學院博伊登圖書館竊取七件藝術品。
2013年，希金斯兵器博物館正式閉館，其知名的兵器與盔甲收藏整合進伍斯特美術館。 博物館預計不遲於2023年設立常設兵器與盔甲展廳；在此之前，希金斯館的重要藏品已陳列於館內其他展廳，與希臘、羅馬、亞洲與歐洲藝術品共同展出。

## 建築

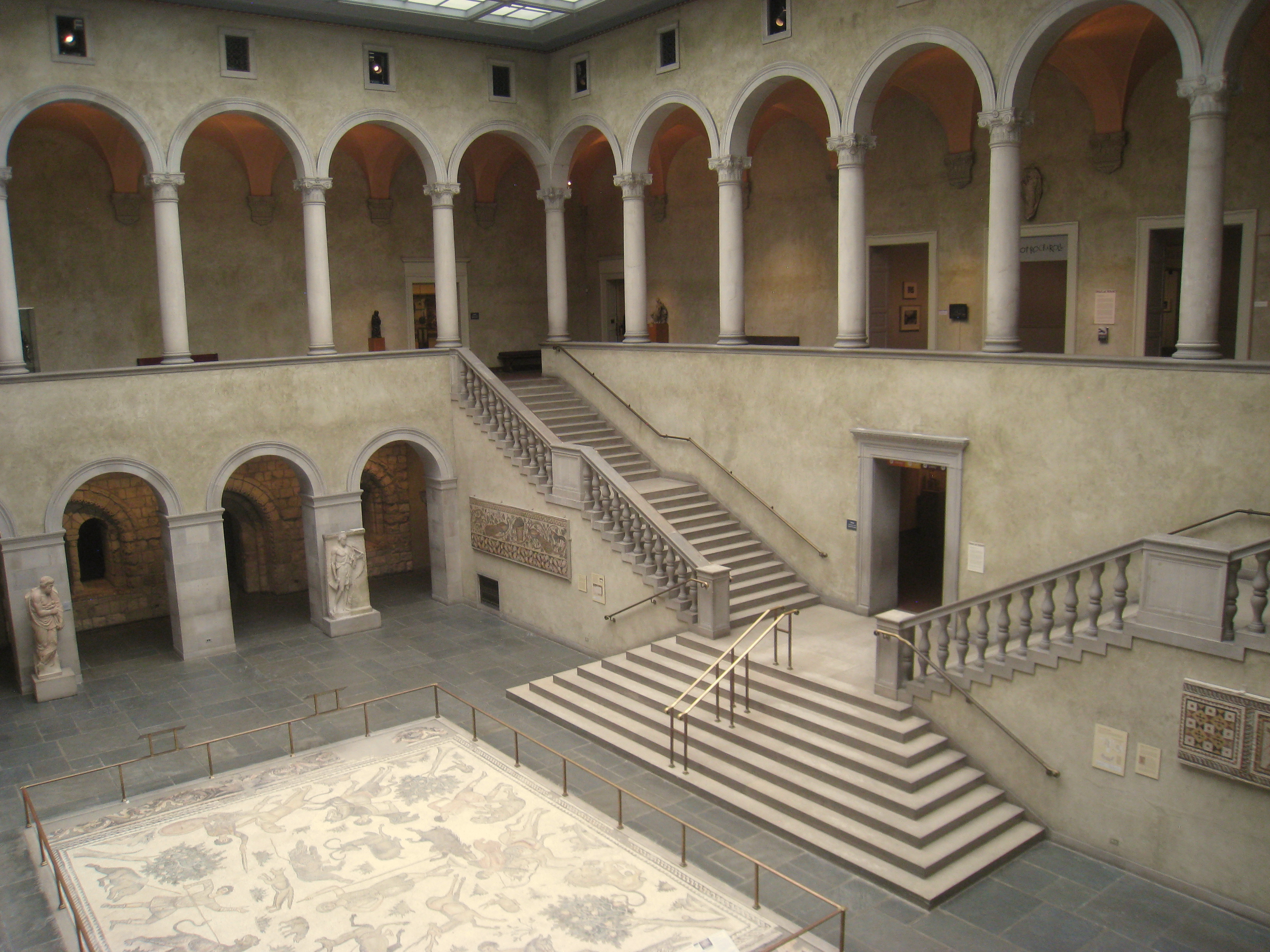
博物館內部

伍斯特美術館最初為一座三層樓建築，由伍斯特本地建築師史蒂芬·C·厄爾（其所屬事務所Earle & Fisher）設計，並由諾克羅斯兄弟建築公司於1897年至1898年間完成興建。由於歷經多次擴建，原始建築的外觀如今僅剩少數部分得以保存。事實上，這亦符合原始規劃：薩利斯柏里與建築師原本預計此建築作為更大型博物館的南翼，整體規模將達現有的五倍，並設置朝向索爾茲伯里街的中央中庭。
首次擴建發生於1920至1921年間，位於建築後側，由原設計師之一的克雷蘭·W·費雪以與主建築風格一致的方式設計。最具代表性的擴建則是1931至1933年間，為面向索爾茲伯里街的大型展翼，由波士頓建築師、博物館設計專家威廉·特魯曼·奧爾德里奇設計，內含中世紀修道院會議室與文藝復興風格的中庭。隨後在1939至1940年間，原館加建第四層樓，由伍斯特建築師G·阿道夫·約翰遜負責設計。
1970年，博物館再度擴建，新增由建築師協作小組設計的希金斯教育展翼（Higgins Education Wing），增設藝術教室、展覽空間及新主入口。1983年則於原建築東側增建法蘭西絲·L·海厄特展翼（Frances L. Hiatt Wing），由伍斯特的建築事務所Irwin A. Regent & Associates設計，作為特展場地。雖然這些後期擴建風格與早期建築有所不同，但在建材與色彩搭配上仍與原館和諧融合。
2015年11月，博物館於索爾茲伯里街入口啟用全新步道坡道，由wHY建築事務所的庫拉帕特·楊塔薩斯特（Kulapat Yantrasast）設計，橋狀結構大膽融合當代設計語彙與1933年建成的布雜風格建築外觀，並使博物館的歷史主入口全面達成無障礙化。
1927年，博物館購入一座12世紀的法國修道院會議室，原屬於位於貝里的聖若望本篤會修道院（Benedictine Priory of St. John）。該建築於1932年安裝完成，1933年透過文藝復興中庭與博物館連接，成為首座自歐洲運至美國的中世紀建築。而位於修道院位於巴斯-努埃伊得其餘部分，則於1988年被指定為法國歷史古蹟。今日裝飾於文藝復興中庭地面上，是博物館最珍貴的古代文物之一：一組出土自敘利亞安條克、年代橫跨西元1至6世紀的安條克鑲嵌畫。

## 典藏
伍斯特美術館除擁有羅馬時期鑲嵌裝飾豐富的文藝復興庭院與法國修道院回廊外，常設收藏亦涵蓋歐洲與北美繪畫、版畫、攝影與素描，亞洲藝術，希臘與羅馬雕塑及馬賽克，以及當代藝術等多元領域。
在歐洲繪畫方面，館藏包括法国文艺复兴時期的畫作、一幅埃尔·格列柯、一幅伦勃朗、一幅愛德華·伯恩-瓊斯，以及一個專門展示克勞德·莫奈、亨利·马蒂斯、皮埃尔-奥古斯特·雷诺阿、保羅·高更、瓦西里·康定斯基、保罗·塞尚等印象派與20世紀現代藝術家的作品展室。
美國繪畫收藏則涵蓋托馬斯·科爾、蔡尔德·哈萨姆、温斯洛·霍默、约翰·辛格·萨金特、威廉·莫里斯·亨特、伊麗莎白·古德里奇及玛丽·卡萨特等藝術家作品。20世紀畫廊則展出弗朗兹·克兰、杰克逊·波洛克與瓊·米契爾等抽象表現主義藝術家的作品。
1901年，波士頓富商約翰·錢德勒·班克羅夫特（John Chandler Bancroft）捐贈超過三千幅日本浮世繪版畫，涵蓋日本木版畫發展歷程，特別是17世紀末至18世紀早期的珍稀作品。薩利斯伯里的遺產捐贈則包含多幅家族委託創作的肖像畫、雕塑、家具與銀器，出自如吉尔伯特·斯图尔特、托馬斯·克勞佛、塞缪尔·摩尔斯等藝術家，工藝品則由保羅·里維爾、愛德華·溫斯洛（Edward Winslow）與納撒尼爾·赫德（Nathanial Hurd）等匠人製作，成為美國藝術收藏的重要核心。

### 美國藝術

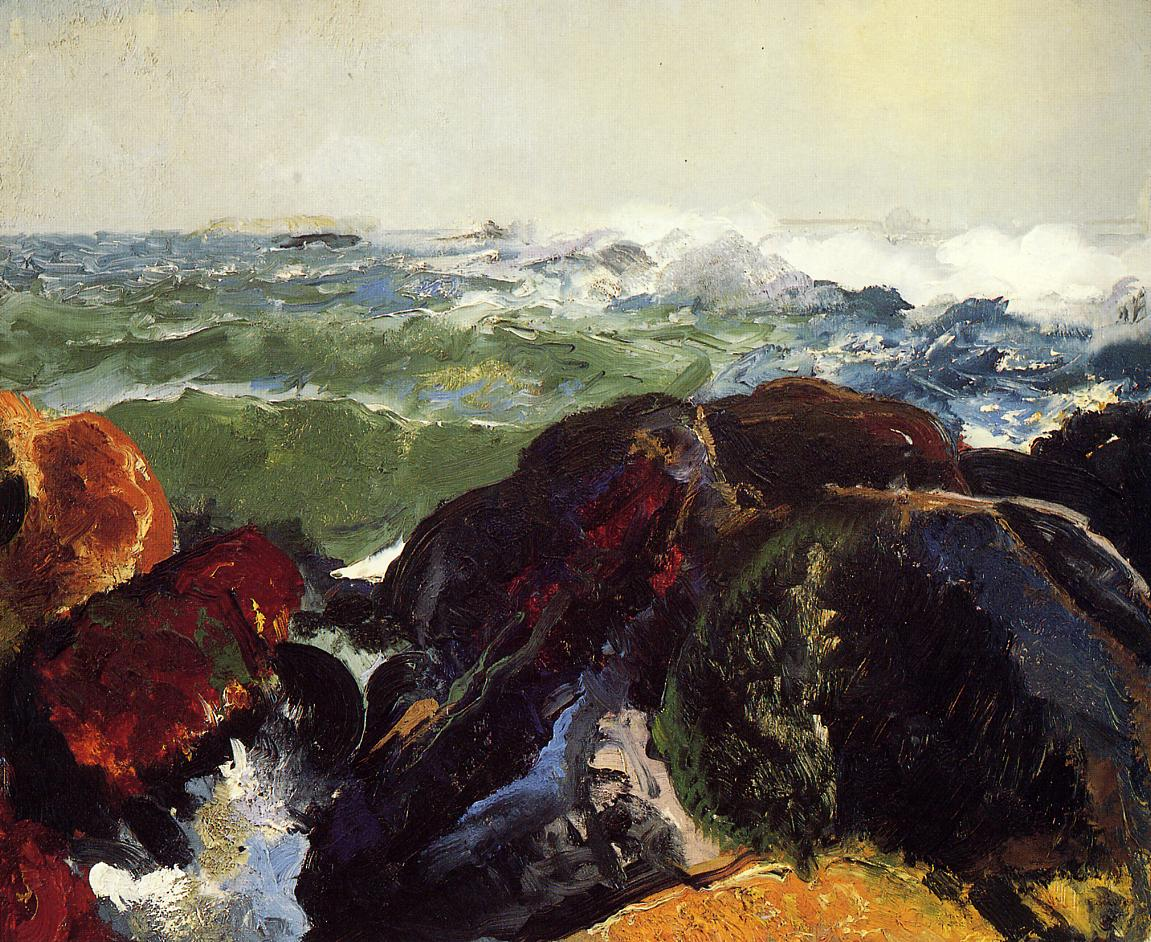
《蒙希根島（英语：Monhegan Island）》，喬治·拜羅斯（英语：George Wesley Bellows）畫作
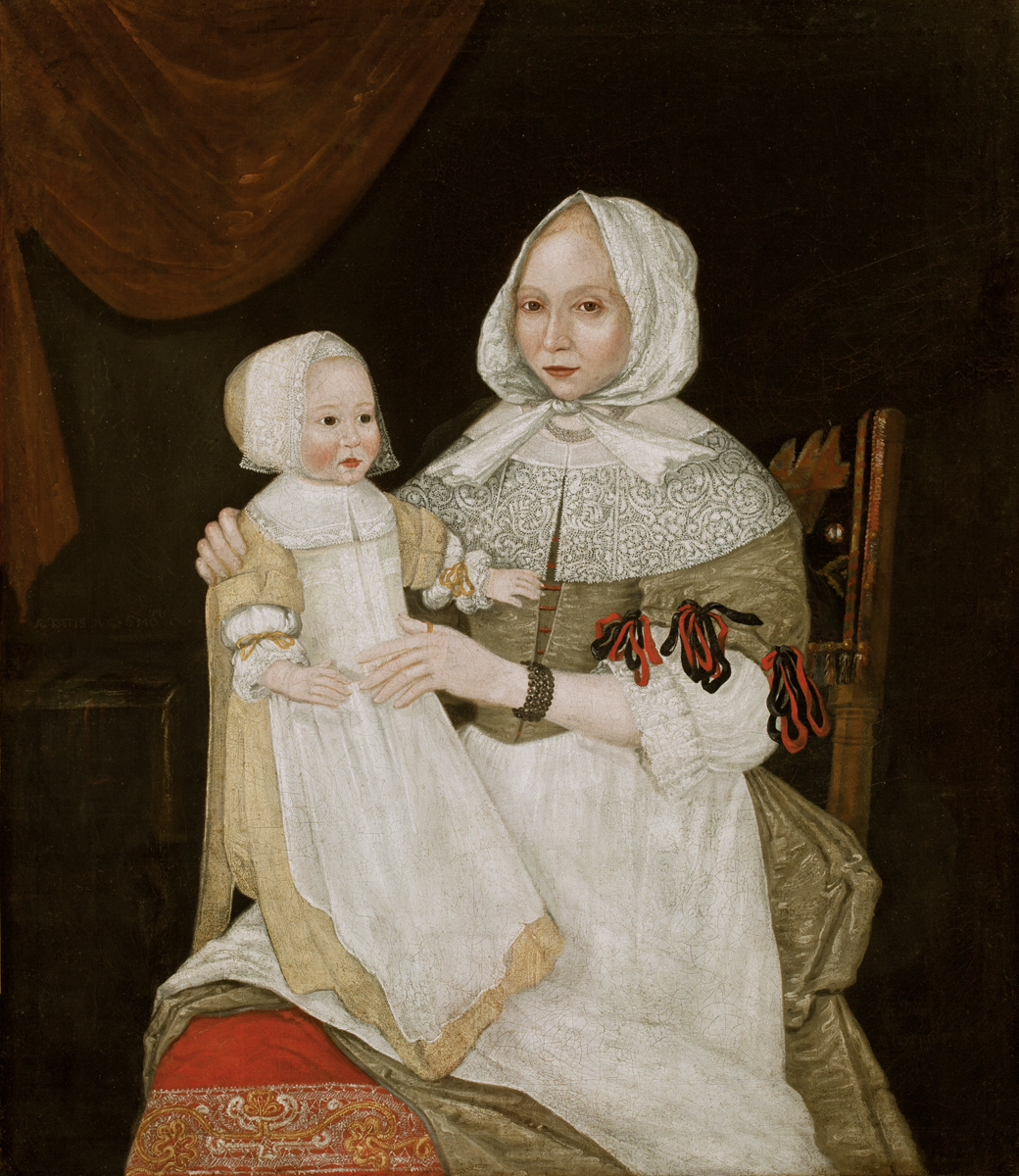
弗里克畫家（英语：Freake-Gibbs Painter），《伊麗莎白·克拉克·弗里克（約翰·弗里克夫人）與小女兒瑪麗》，1671–1674年
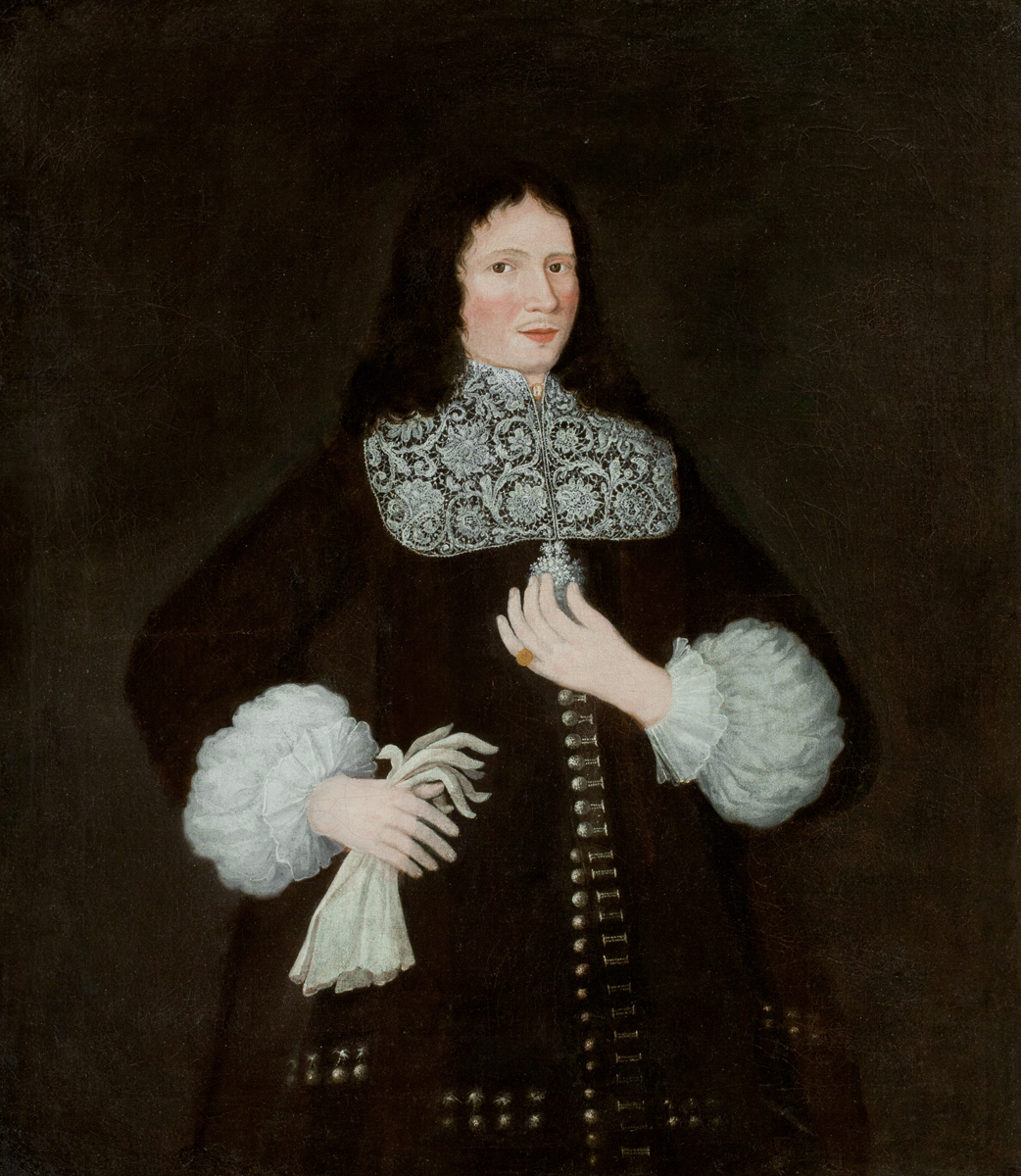
弗里克畫家（英语：Freake-Gibbs Painter），《約翰·弗里克》，1671–1674年
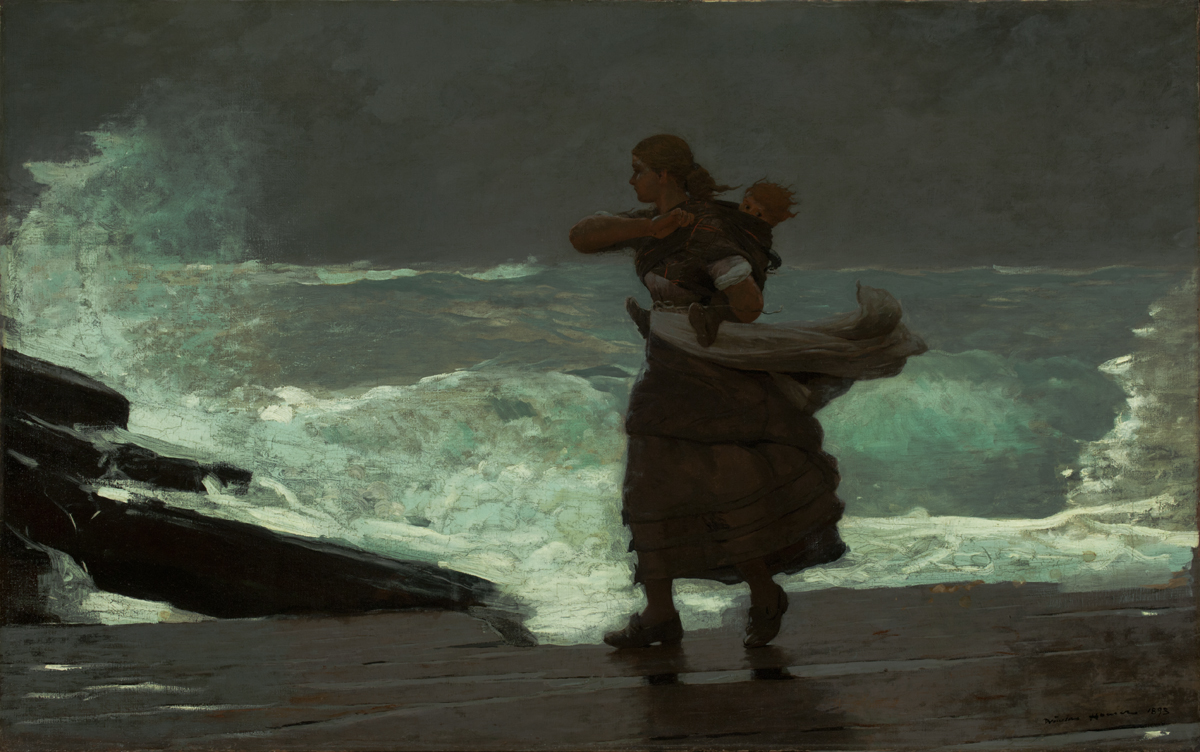
溫斯洛·霍默，《暴風雨》，1883–1893年
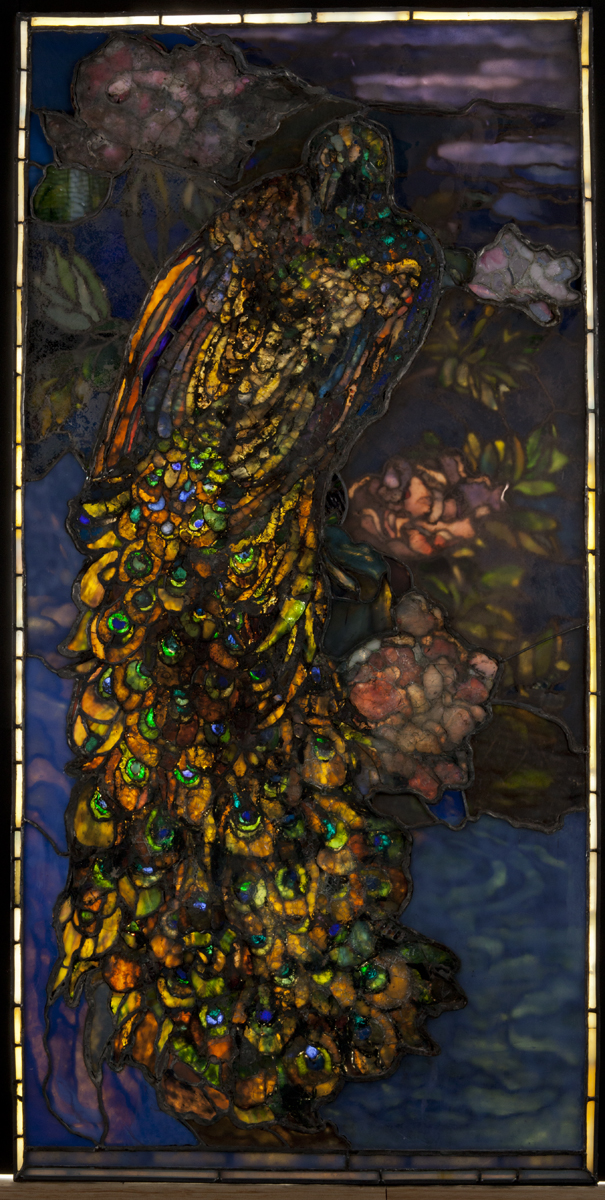
約翰·拉·法奇（英语：John La Farge），《孔雀窗》，1892–1908年
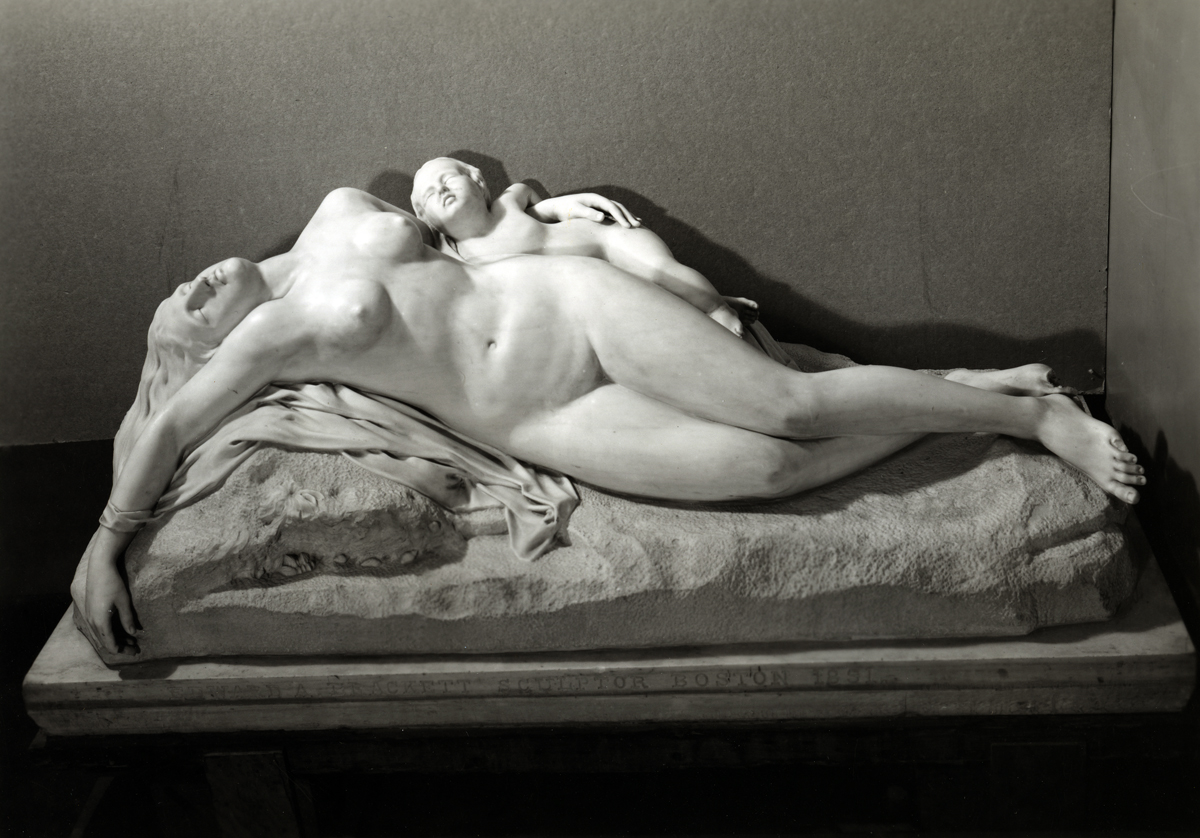
愛德華·奧古斯都·布拉克特（英语：Edward Augustus Brackett），《遇難的母與子》，1848–1851年
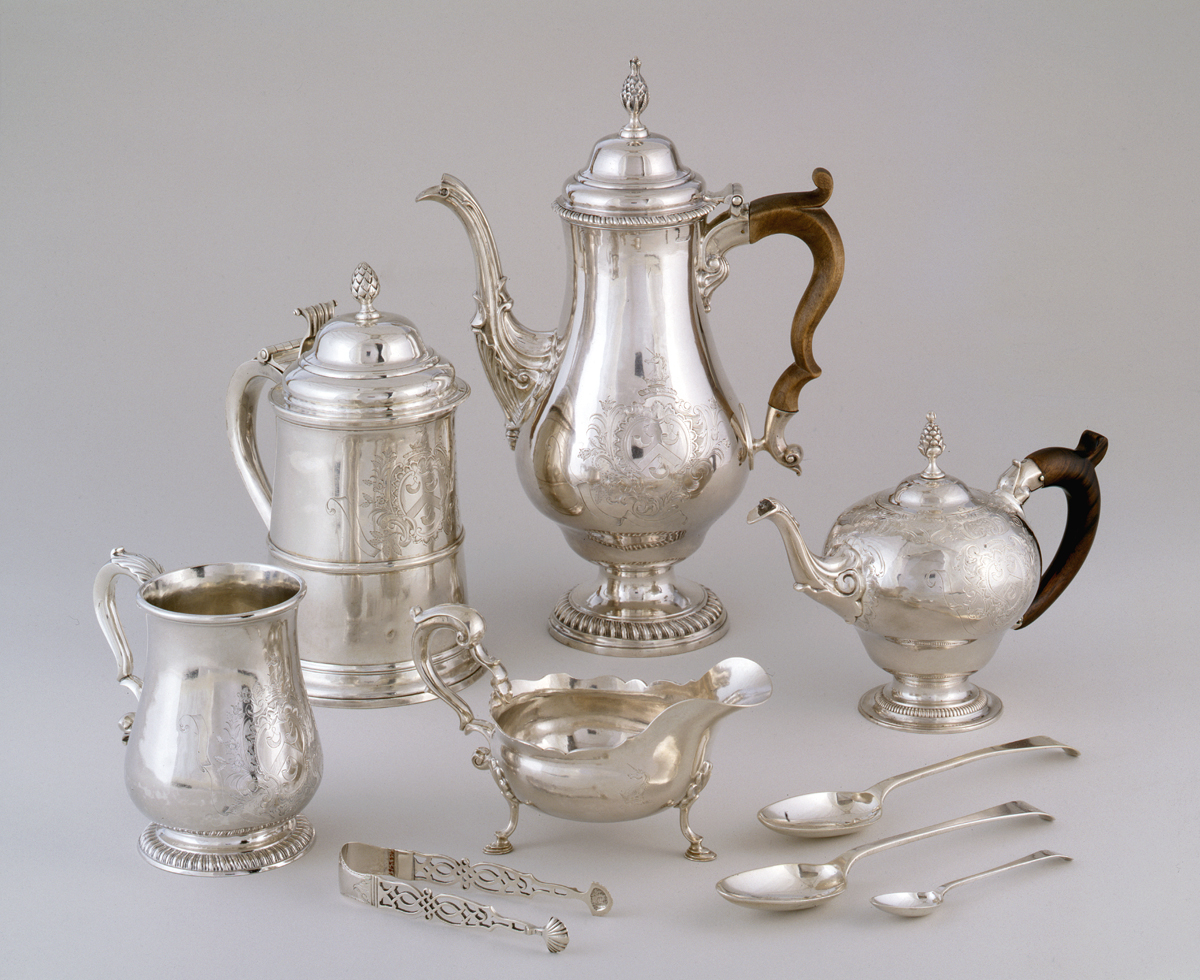
保羅·里維爾，《潘恩餐具組》，1773年
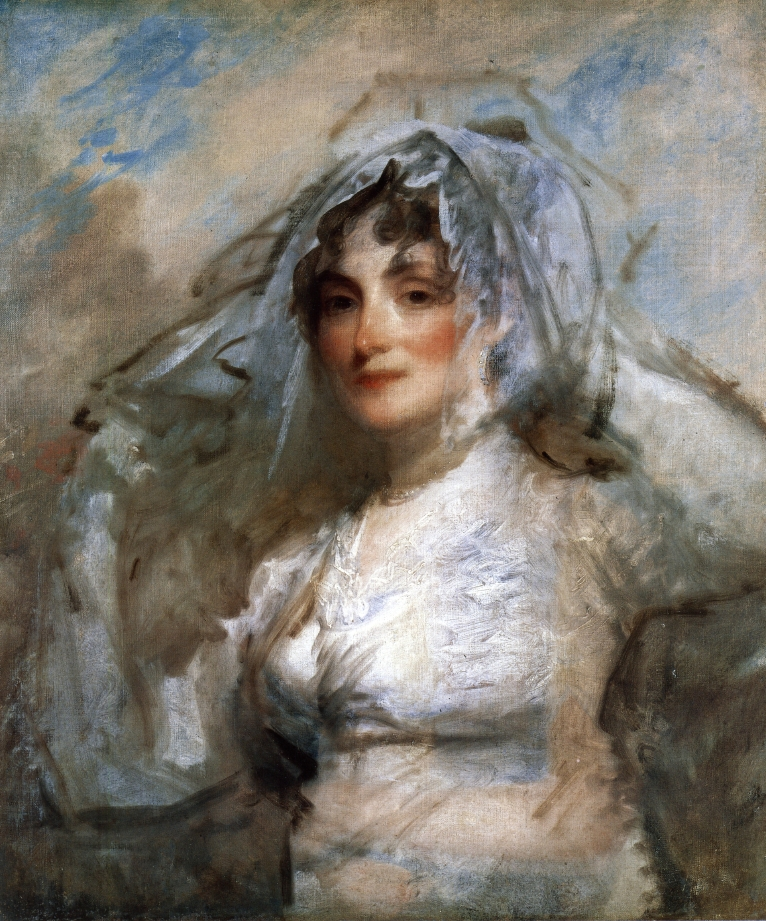
未完成的繆思肖像畫《莎拉·溫特沃斯·阿普索普·莫頓（英语：Sarah Wentworth Apthorp Morton）》，為吉爾伯特·斯圖亞特（英语：Gilbert Stuart）在美術館收藏的多幅肖像之一

### 歐洲藝術

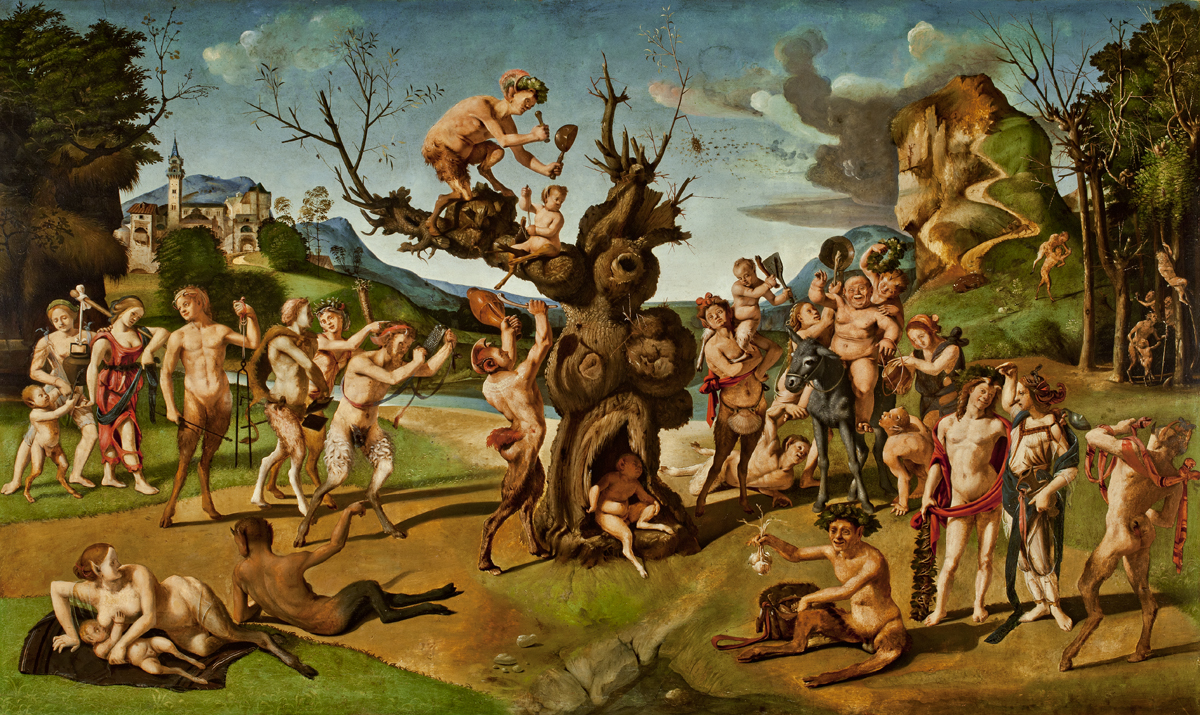
皮耶羅·迪·科西莫，《巴克斯發現蜂蜜（英语：The Discovery of Honey by Bacchus）》，約1499年
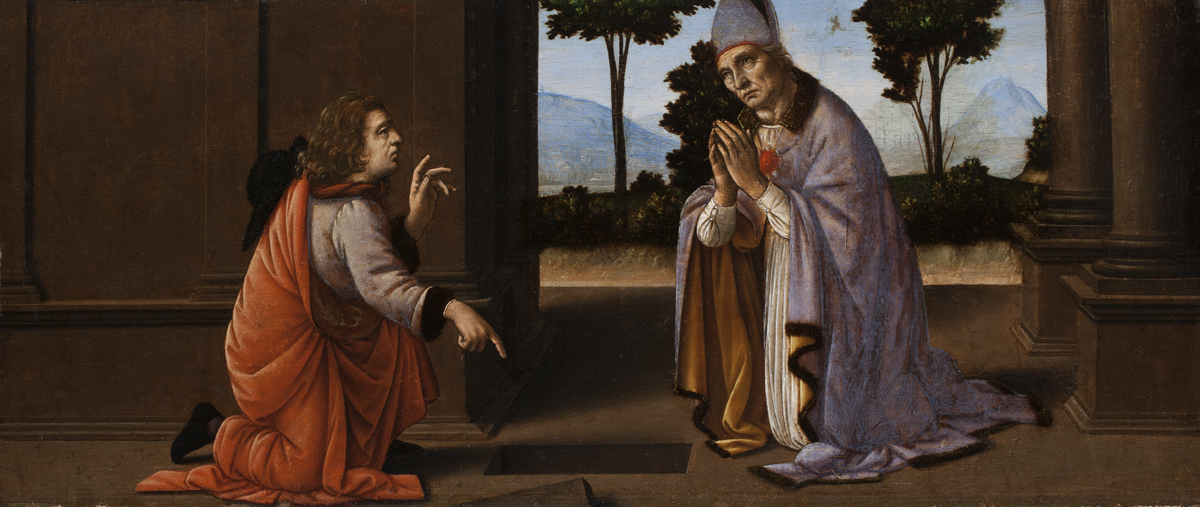
傳為達文西與洛倫佐·迪·克雷迪所作，《阿雷佐的聖多那都奇蹟（英语：A Miracle of Saint Donatus of Arezzo）》，約1479年
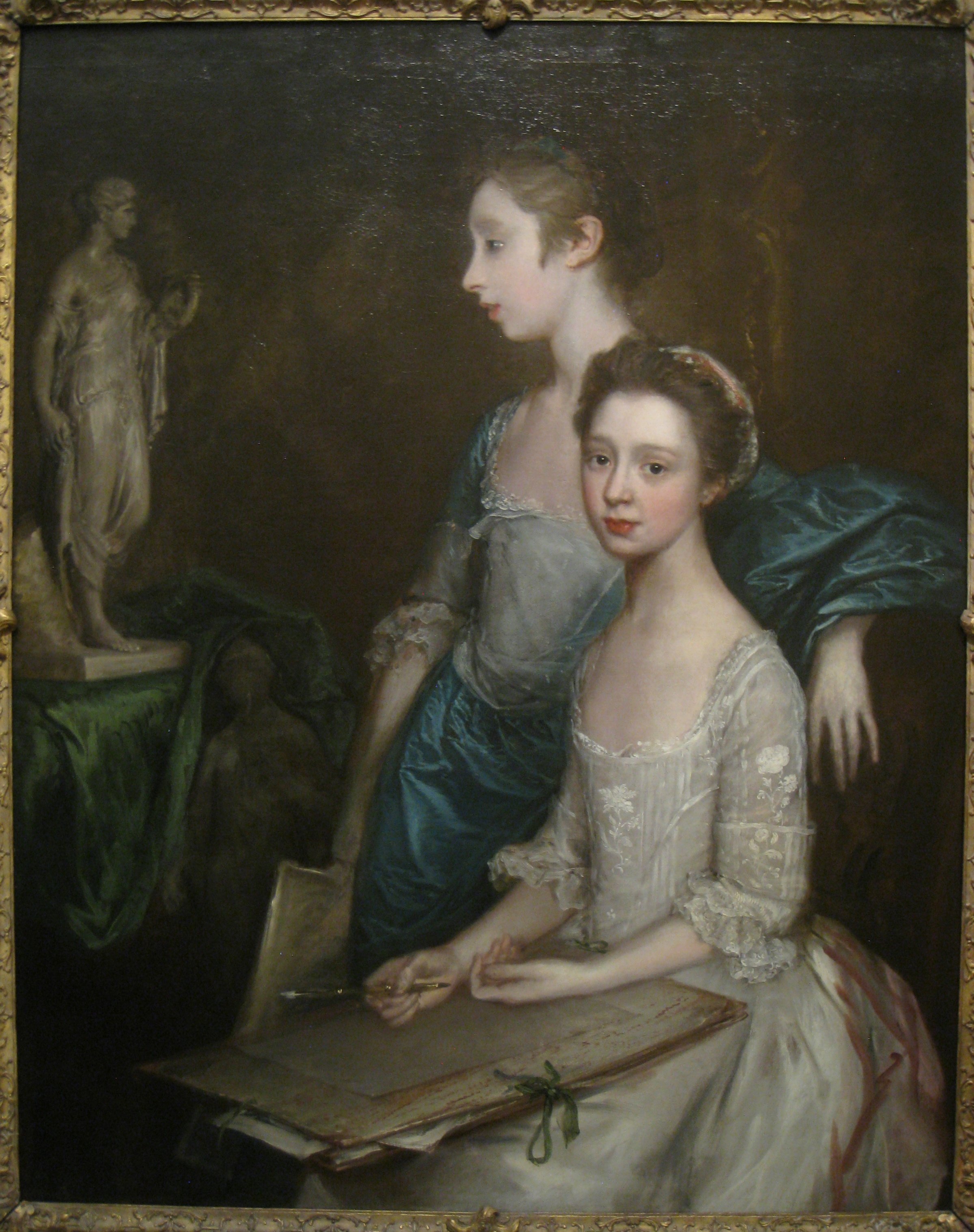
湯瑪斯·庚斯博羅（英语：Thomas Gainsborough），《藝術家的女兒們》，1763–64年
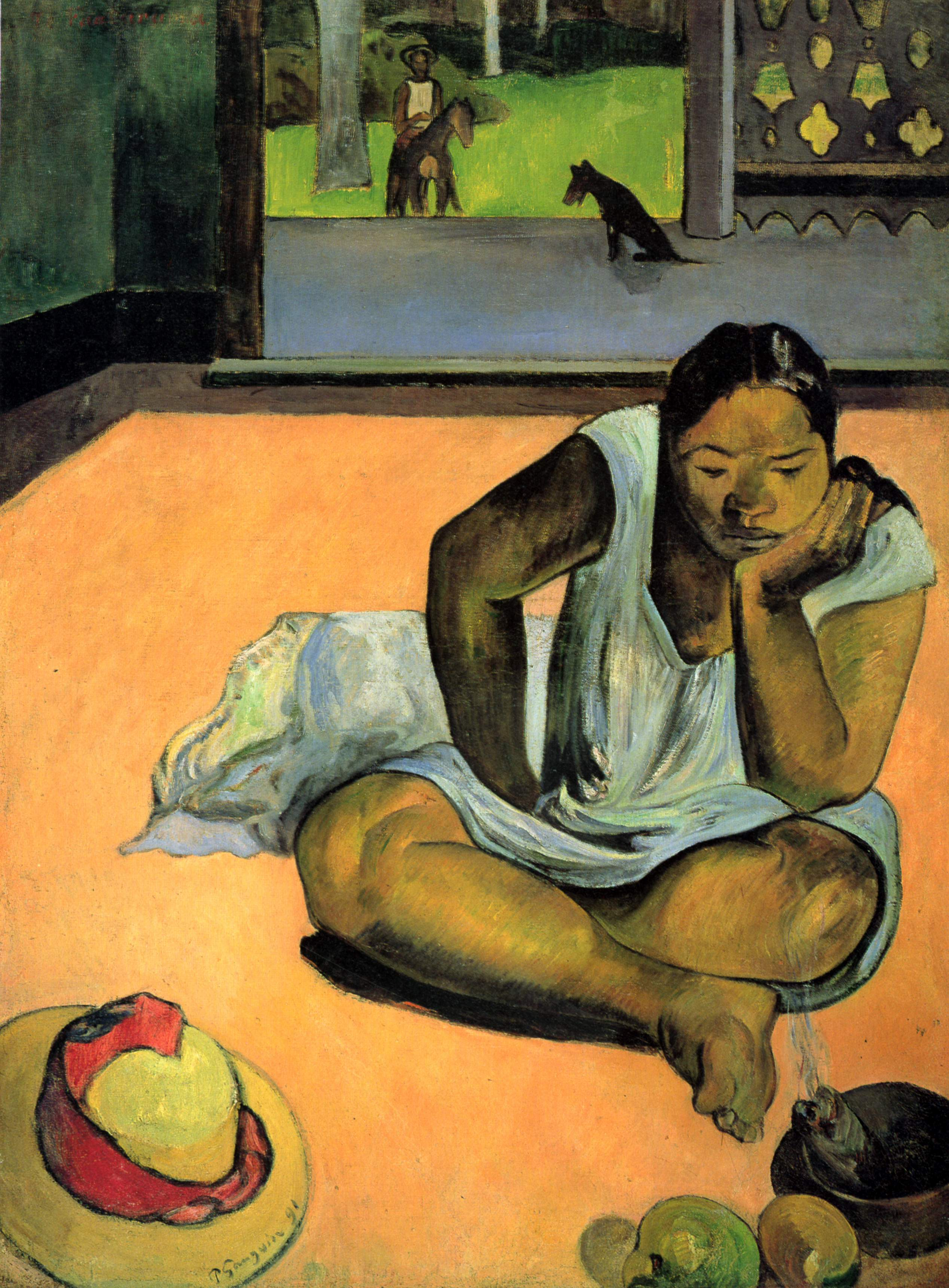
保羅·高更，《Te Faaturuma（沉思的女人）》，1891年

### 亞洲藝術

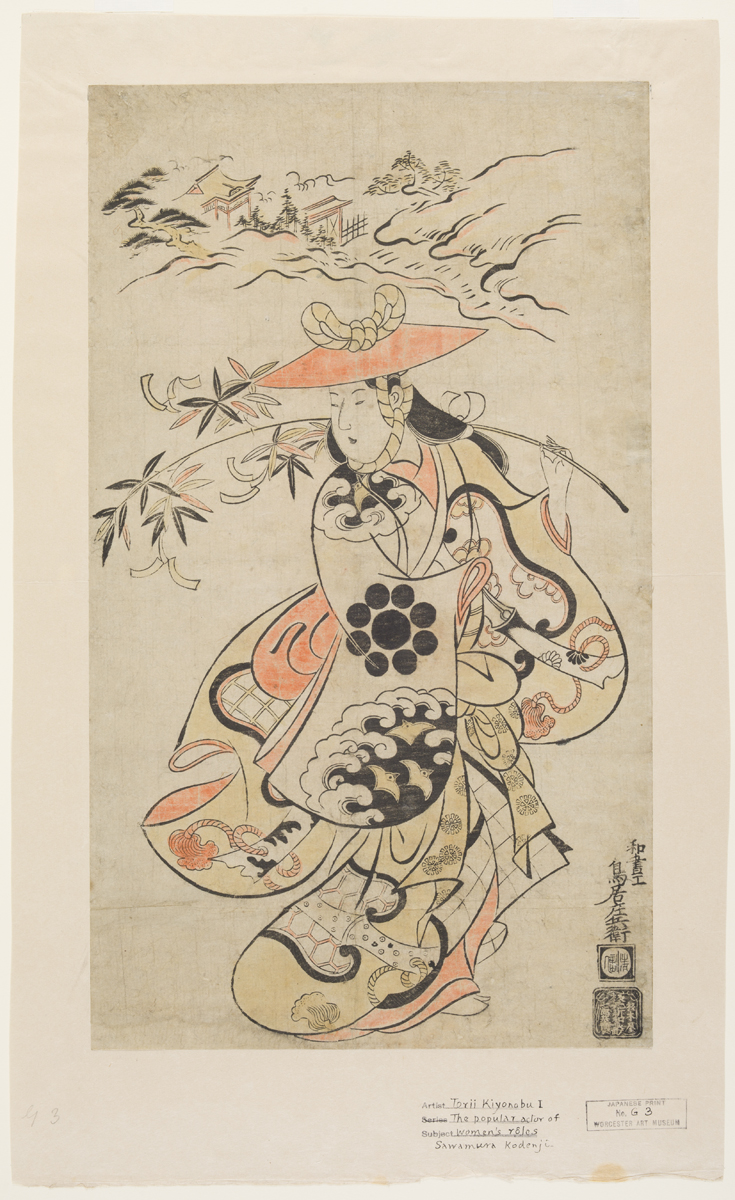
鳥居清信 (初代)（英语：Torii Kiyonobu I），《澤村幸左衛門飾露之前》，1698年
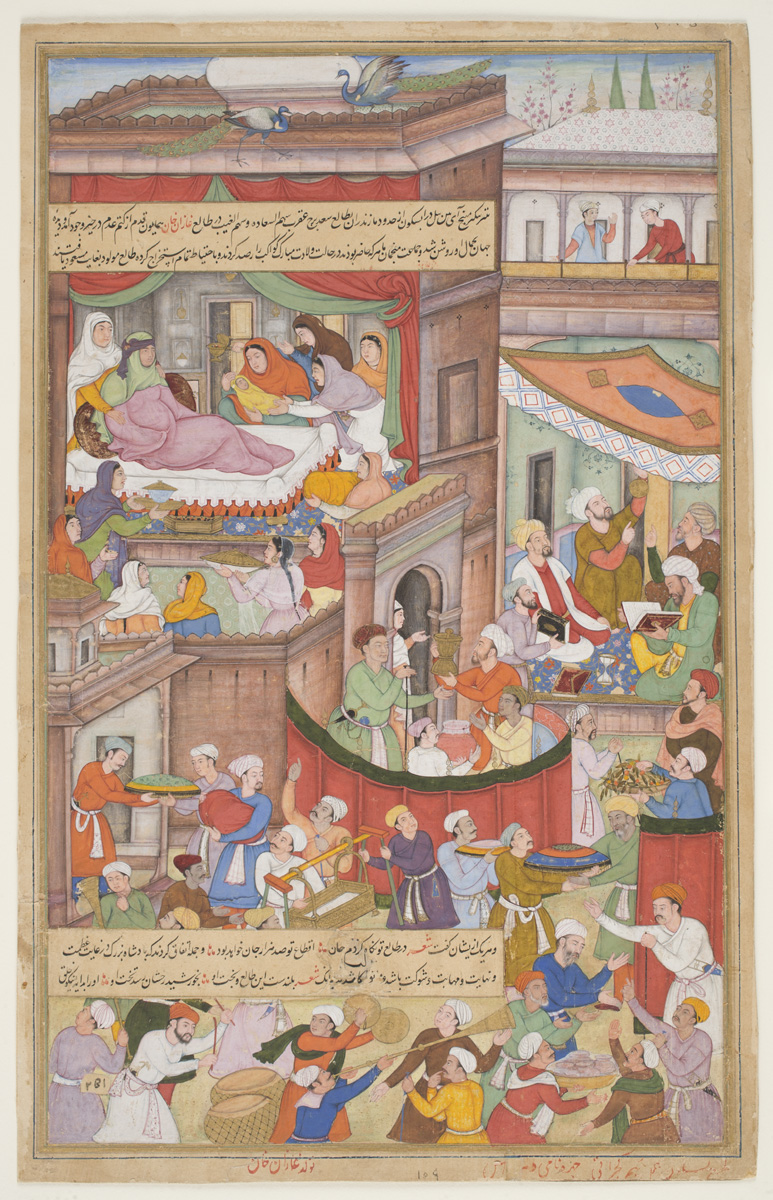
莫臥兒（巴薩萬（英语：Basawan）），《加贊汗誕生圖，選自拉希德丁〈集史〉抄本》，約1596年
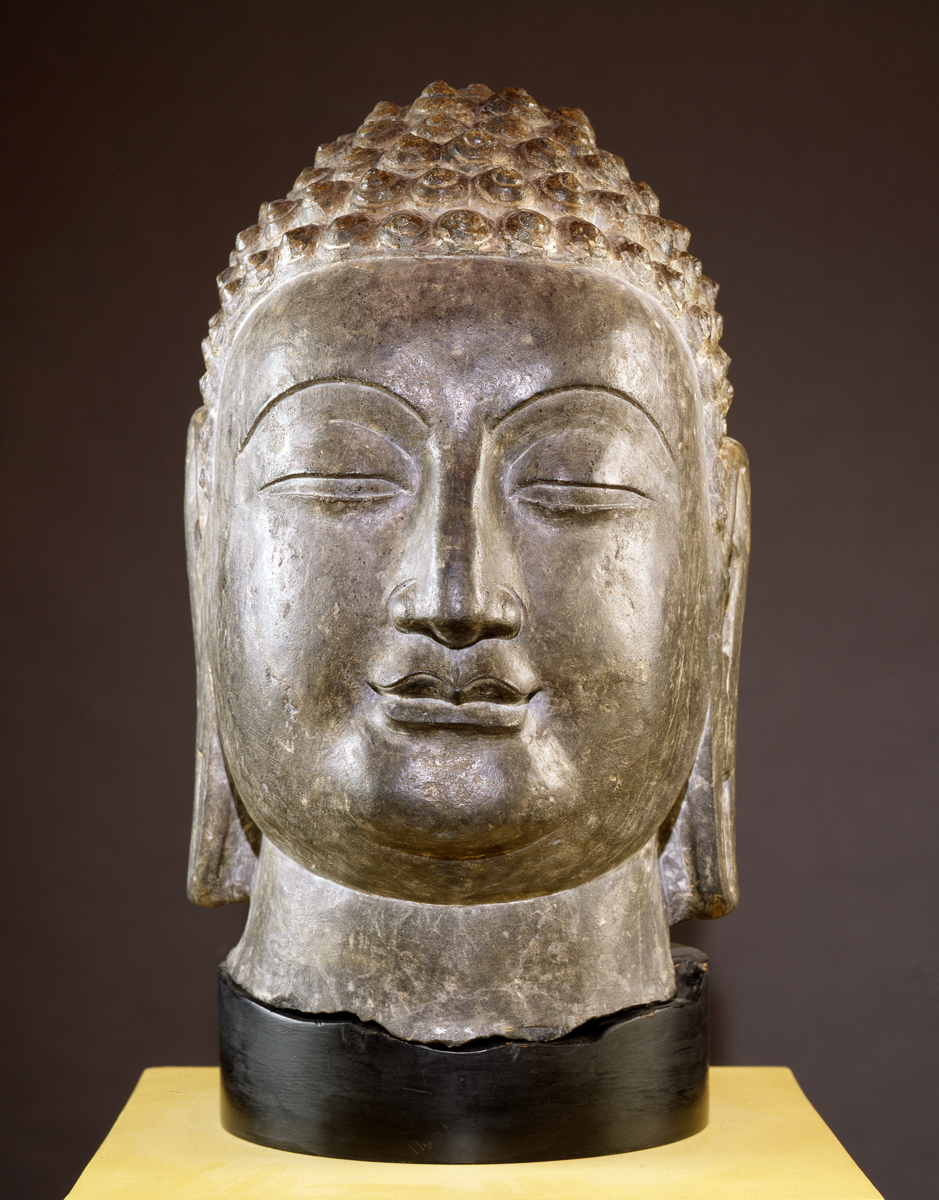
中國，北魏時期，《佛首》，約550–770年

### 武具與盔甲

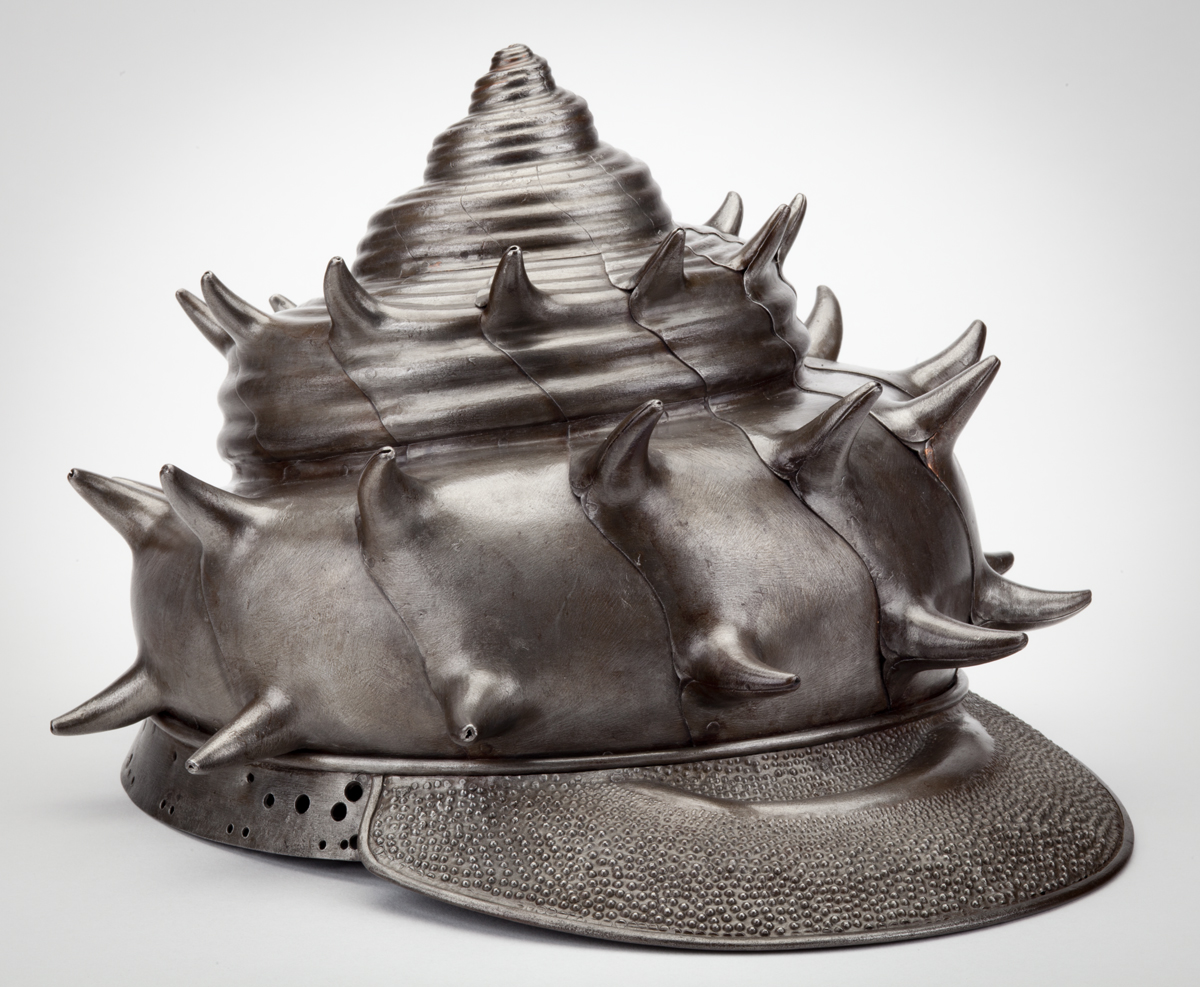
長曾禎次郎光正，《海螺形頭盔》，1618年
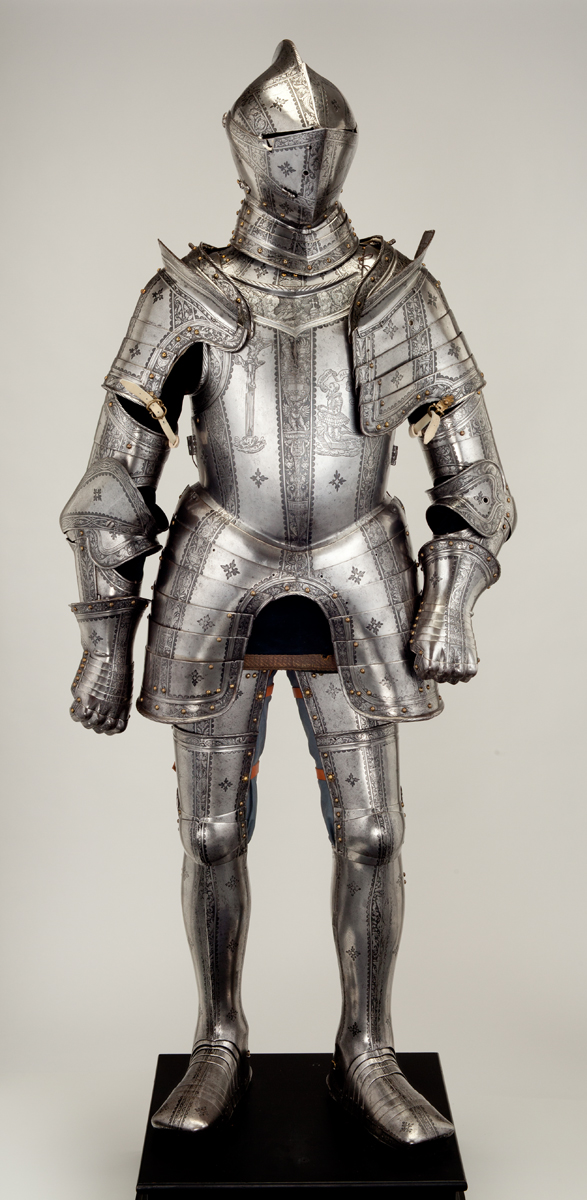
史蒂芬·羅爾莫瑟，《弗朗茨·馮·特芬巴赫伯爵野戰與馬上比武盔甲》，1554年
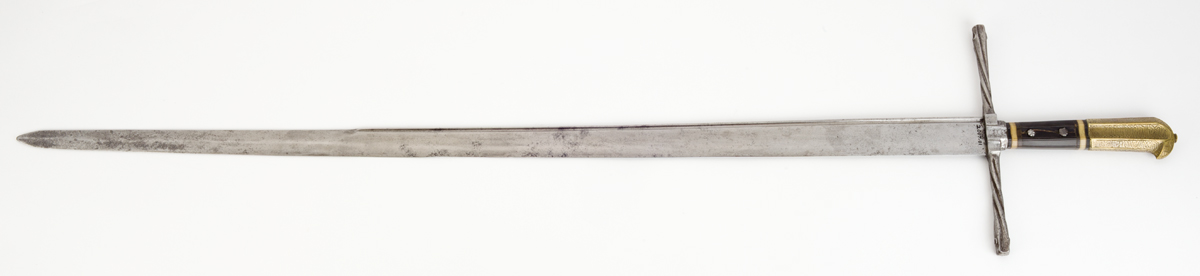
漢斯·蘇默斯佩格工作坊，《哥德式狩獵劍》，約1490–1500年

## 來源研究與歸還
2025年1月，伍斯特美術館的年營運預算約為1,000萬美元，由一個由25位成員組成的活躍董事會負責監督。董事會成員來自當地、全美及國際，涵蓋財務、投資、博物館管理、藝術史、教育及房地產開發等多領域專業人才。
博物館設有200名法人會員、超過3,000名個人會員及100個商業夥伴。館方聘用65名全職員工與128名兼職員工，其中包括56名專業藝術師資，並有數百名志工與導覽員提供支援。2017年11月，伍斯特美術館獲得美國博物館聯盟的重新認證與義大利文化部達成協議，歸還兩件古希臘陶器：一件黑繪雙耳壺（約西元前515–500年）與一件黑繪寬口碗（約西元前500年）。這些文物曾遭非法掠奪自義大利，原由古董商羅伯特·赫希特販售。經由博物館來源研究員丹尼爾·W·希利（Daniel W. Healey）確認其為失竊文物後，雙方進行了協商。
依協議，這兩件器物將繼續在館內展出4至8年，並附有標示其非法來源的說明，之後正式歸還義大利。作為交換，義大利將提供一批輪替出借的古文物。此舉是伍斯特美術館近年對20世紀收購藏品展開來源審查的重要措施之一。

## 館長列表
- 菲利普·T·根特納（Philip T. Gentner），1908–1917年
- 雷蒙·懷爾（Raymond Wyer，1923年改名為雷蒙·亨尼克-希頓 Raymond Henniker-Heaton），1918–1925年
- 喬治·W·艾格斯（George W. Eggers），1926–1930年
- 法蘭西斯·亨利·泰勒（英语：Francis Henry Taylor），1931–1939年
- 查爾斯·H·索耶（Charles H. Sawyer），1940–1947年
- 路易莎·德雷瑟·坎貝爾（Louisa Dresser Campbell，代理館長），1943–1946年
- 喬治·L·斯托特（英语：George L. Stout），1947–1955年
- 法蘭西斯·亨利·泰勒（英语：Francis Henry Taylor）（再次任職），1955–1957年
- 丹尼爾·卡頓·里奇（英语：Daniel Catton Rich），1958–1970年
- 理查·斯圖爾特·泰茲（Richard Stuart Teitz），1970–1981年
- 湯姆·L·弗羅伊登海姆（Tom L. Freudenheim），1982–1986年
- 詹姆斯·A·韋盧（James A. Welu），1986–2011年
- 馬蒂亞斯·瓦謝克（Matthias Waschek），2011年–現任

## 管理
伍斯特美術館的年營運預算約為1,000萬美元，由一個由25位成員組成的活躍董事會負責監督。董事會成員來自當地、全美及國際，涵蓋財務、投資、博物館管理、藝術史、教育及房地產開發等多領域專業人才。
博物館設有200名法人會員、超過3,000名個人會員及100個商業夥伴。館方聘用65名全職員工與128名兼職員工，其中包括56名專業藝術師資，並有數百名志工與導覽員提供支援。2017年11月，伍斯特美術館獲得美國博物館聯盟的重新認證。

## 外部連結
- 官方网站
- WAM library at the Internet Archive
- 维基共享资源上的相關多媒體資源：伍斯特美術館